# パウラ・フォン・ケーニヒスエック＝アウレンドルフ

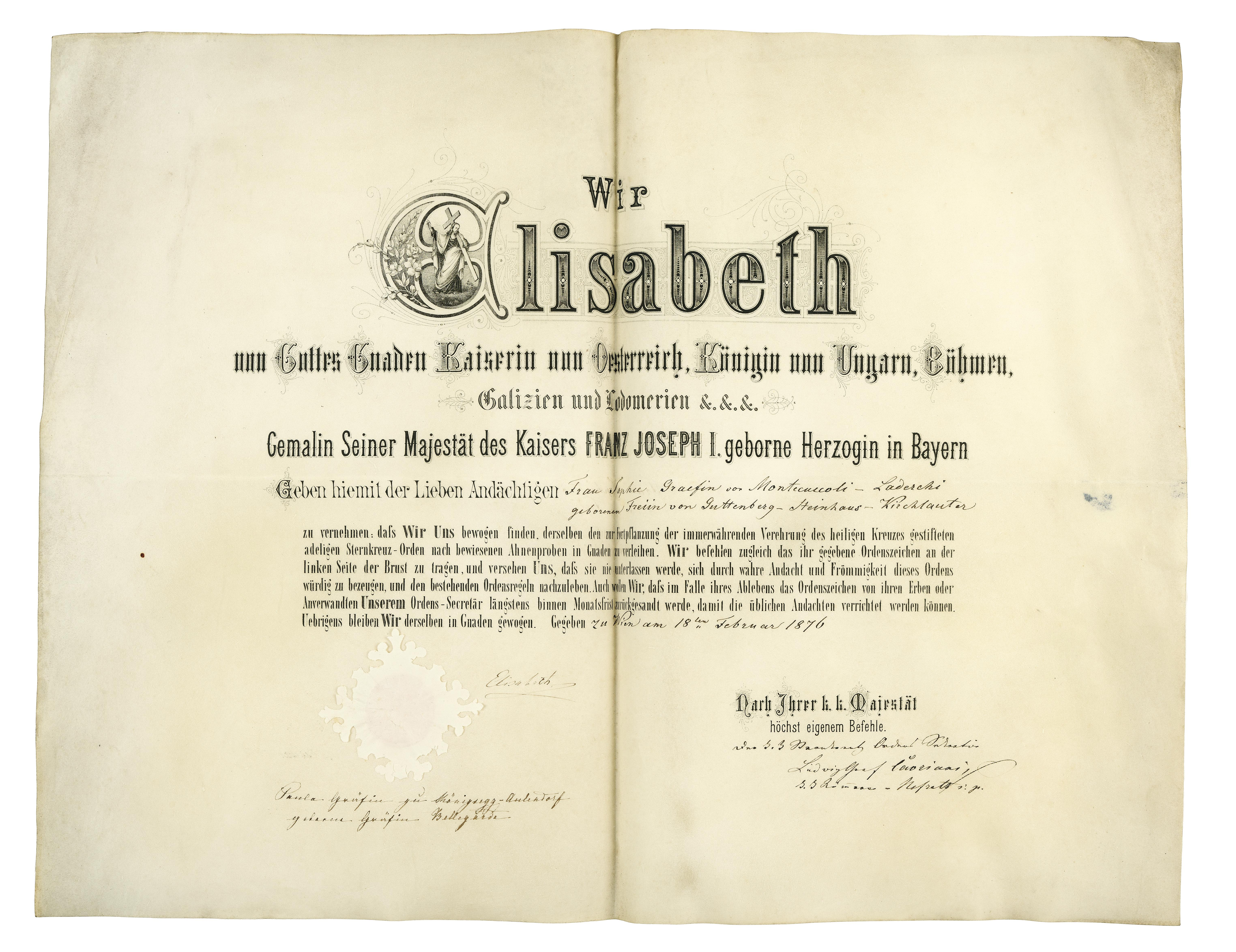
ソフィア・モンテクッコリ＝ラデルキ伯爵夫人（Gräfin Sophia Montecuccoli-Laderchi, geb. Freiin von Guttenberg
）に星十字勲章を授与するためオーストリア皇后エリーザベトが発した文書、皇后の署名の下にケーニヒスエック伯爵夫人の副署がある、1876年

パウリーネ（パウラ）・マリー・グレーフィン（伯爵夫人）・フォン・ケーニヒスエック＝アウレンドルフ（Pauline („Paula“) Marie Gräfin zu Königsegg-Aulendorf, 1830年4月2日、ウィーン - 1912年5月27日、ミュンヘン）は、オーストリア＝ハンガリー（二重帝国）の貴族女性・宮廷女官。

## 生涯
陸軍中将・皇后付き侍従長アウグスト・フォン・ベルガルド伯爵（1795年 - 1873年）とユーリエ・フォン・グーデヌス女男爵（1795年 - 1865年）の間の娘で、オーストリア陸軍元帥・宮廷軍事会議議長・ロンバルド＝ヴェネト副王を歴任したハインリヒ・フォン・ベルガルド伯爵の孫娘。1857年4月15日、オーストリア皇帝フランツ・ヨーゼフ1世の副官を務めていたアルフレート・フォン・ケーニヒスエック＝アウレンドルフ伯爵と結婚。1862年、皇帝の妻エリーザベト・イン・バイエルンの女官長に任命される。同時に夫も皇后付き侍従長となったため、ケーニヒスエック伯爵夫妻は夫婦で皇后の家政機関のトップを占めた。
ケーニヒスエック伯爵夫人の女官長任命はウィーン宮廷では一種のサプライズ人事として取り沙汰された。まず彼女は皇帝の母でウィーン宮廷の支配者として振舞ってきた大公妃ゾフィー・フォン・バイエルンの配下の者ではないため、大公妃が宮廷における影響力を失ったことの表れと見なされた。また、厳密な身分秩序を重んじるウィーン宮廷では、旧統治者家系であるシュタンデスヘル身分に生まれた廷臣をより高位におく慣習が支配的だった。前任のゾフィー・エステルハージ＝リヒテンシュタイン伯爵夫人は生家が君主家門で婚家もシュタンデスヘル帝国伯であったが、それと対照的に、ケーニヒスエック伯爵夫人は婚家こそシュタンデスヘル帝国伯だが、生家は単なる伯爵家であり、旧統治者家系の血筋ではなかった。このような生まれの女性が全ウィーン宮廷の女官の中で最上位に立ったことは、侯爵夫人（Fürstin）や侯女（Prinzessin）、シュタンデスヘル帝国女伯の肩書を持つ女官たちのプライドを傷つけ、相当な怒りを呼び起こした。
ケーニヒスエックは星十字勲章を授与され、ウィーン宮廷に留まっていた時期の若い（20代後半）のエリーザベト皇后にとっての頼れる腹心だった。しかし皇后がハンガリー人のイーダ・フェレンツィやマリー・フェシュテティチ伯爵夫人を女官に採用し重用するようになると、彼女たちと対立したため、急速に皇后の信頼を失った。ケーニヒスエックはハンガリー語を全く理解しなかったこともあり、皇后がハンガリーから連れてきた友人たちとの交流を一切拒否した。
夫との間に一人息子クサーヴァー・ケーニヒスエック（1858年 - 1927年）をもうけた。孫娘で修道女のアンナ・ベルタ・ケーニヒスエックは、ナチス・ドイツのT4作戦に対する抵抗活動を行った。また玄孫のマークス・ケーニヒスエック（1963年 - ）は2008年、外祖母のオーストリア大公女マリア・アリーツェの血縁を通じた相続により、ブルゲンラント州のハルプトゥルン城の所有者となった。
1955年製作・公開のオーストリア映画『プリンセス・シシー』では、ゼンタ・ヴェングラフがケーニヒスエックを演じた。

## 資料
- Hof- und Staatshandbuch des Kaiserthumes Österreich. Manz, Wien 1868, S. 25.
- Gothaisches Genealogisches Taschenbuch der gräflichen Häuser. Justus Perthes, Gotha 1893.

## 引用・脚注
1. ↑  Vgl. Hamann, S. 164, Amtmann, S. 33.
2. ↑  Vgl. Hamann, S. 237, 251.